# Ivan Radoš
Ivan Radoš vagy Rados Iván (Zágráb, 1984. február 21. –) horvát-magyar labdarúgó.

## Pályafutása

### Klubcsapatokban

#### DVTK
2009-tól 2019-ig 111 bajnoki mérkőzésen állt a Diósgyőr kapujában.

#### Vasas SC
2019 nyarán a DVTK-tól igazolt a Vasashoz, az első idényében összesen 9 alkalommal, míg a 2020–21-es kiírásban 8 mérkőzésen védett.

## Sikerei, díjai
HNŠK Moslavina
- Horvát labdarúgó-bajnokság (harmadosztály):
  - Győztes (1): 2005–06

 NK Croatia Sesvete
- Horvát labdarúgó-bajnokság (másodosztály):
  - Győztes (1): 2007–08

 Diósgyőri VTK
- Magyar Ligakupa
  - Győztes (1): 2013–2014
- NB II Keleti-csoport
  - Bajnok (1): 2010–2011